# Bildstein von Sövestad
Der Bildstein von Sövestad (Nr. DR 290; Sövestadstenen 1, auch Krageholmstenen) ist ein Findling aus Granit aus der Wikingerzeit (um 960–1050). Er wurde im Jahr 1756 auf dem Gelände des Schlosses Krageholm in Krageholm bei Sövestad in der Provinz Schonen in Schweden gefunden.
Der Stein ist etwa 1,65 Meter hoch und zeigt einen Mann in einem langen Gewand, der an einem Stab ein griechisches Kreuz trägt. Die Person könnte ein Geistlicher (Bischof?) sein, dann wäre die Abbildung eine der ältesten in Skandinavien, die ein Zeugnis der Christianisierung darstellt. Unter dem Stein, der umgekippt auf der Bildseite lag, wurden die Reste eines Schwertes gefunden.
Der Stein gehört nicht zu den gotländischen Bildsteinen und nicht zu den Maskensteinen. Eine vergleichbare Darstellung, allerdings heidnischen Inhalts (Thors Fischzug), zeigt der Bildstein in der Hørdum Kirke in Dänemark.
In der Nähe wurde der Runenstein von Sövestad (DR 291) gefunden, ein typisch schwedischer Schlangenbandstein. Bildsteine sind in dieser Region häufiger als im übrigen Schweden (Hunnestad-Monument).